# Rath
Rath es una ciudad y municipio situada en el  distrito de Hamirpur en el estado de Uttar Pradesh (India). Su población es de 65056 habitantes (2011). Se encuentra a 506 km al sudeste de Nueva Delhi

## Demografía
Según el  censo de 2011 la población de Rath era de 65056 habitantes, de los cuales el 54% eran hombres y 46% eran mujeres. Rath tiene una tasa media de alfabetización del 61%, superior a la media nacional del 59,5%: la alfabetización masculina es del 70%, y la alfabetización femenina del 50%.